# 内田俊雄
内田 俊雄（うちだ としお、1946年11月24日 - ）は、アマチュア野球指導者。亜細亜大学硬式野球部元監督、拓殖大学野球部元監督。広島県広島市出身。

## 経歴

### 現役時代
広島商業高校時代から強打者として鳴らし2年生から遊撃手の定位置を得る。招待試合で下関商の池永正明（のち西鉄）から本塁打も記録。当時の広島商は藤田訓弘（のち南海・阪神）、桑原秀範（のち広島商、堀越高等で監督）、1年生から三番打者として活躍した三村敏之らを揃えた強力チームだったが、1963年秋季大会県予選、1964年夏の県予選とも準々決勝で敗れ、甲子園出場はならなかった。
1965年、亜細亜大学に進学し同大学野球部に入部。高校時代の遊撃手から二塁手に転向し主力選手として活躍。東都大学野球リーグでは大橋穣、東山親雄らとともに1966年秋季リーグで初優勝を果たす。1967年秋季リーグで二度目の優勝、4年時には主将を務めた。リーグ通算89試合出場、282打数65安打、打率.230、0本塁打、21打点。ベストナイン1回受賞（1968年秋季リーグ、二塁手）。
大学卒業後は三協精機で活躍。1971年の都市対抗では、光沢毅監督のもと長野県勢として初の準決勝進出を果たすが、新日鐵広畑の山中正竹（住友金属から補強）に抑えられ敗退。1974年には新設された日本選手権でリードオフマンとしてチームを牽引。エース大塚喜代美の好投もあって、決勝で日本鋼管福山を降し優勝を飾る。この大会では優秀選手に選出された。

### 監督時代
1977年、亜細亜大野球部コーチに就任後、翌1978年監督に就任。以降2006年までの26年間の長きに渡り同大学野球部を指導。在任中、東都大学野球リーグで優勝13回、全日本大学野球選手権大会で3度、明治神宮野球大会で2度優勝に導いた。この間、宮本賢治、阿波野秀幸、パンチ佐藤（佐藤和弘）、高津臣吾、小池秀郎、川尻哲郎、井端弘和、赤星憲広、木佐貫洋、永川勝浩、松田宣浩ら、多くのプロ野球界で活躍する選手を輩出、また東都大学野球連盟のレベルアップに多大な貢献をした。2004年春季より監督を当時コーチであった生田勉に譲り、自身は総監督に就任した。しかし、同年秋季リーグ終了後に部員の不祥事が発覚。大きな批判も浴び、半年間の対外試合禁止処分を受け、2005年春季リーグ出場を辞退。それに伴い二部落ちとなったが、すぐに一部昇格を果たした。
2006年1月で同大学野球部総監督を勇退。その翌月、東都大学野球連盟三部に所属する拓殖大学野球部監督に就任した。指導者が同一リーグに所属する他大学に移り、期間を開けずに監督に就任するのは非常に異例だった。また、当時の拓大野球部は二部と三部の往復が続いており、大学日本代表監督経験もある名将の下部リーグチーム監督就任は大きな驚きをもって迎えられた。拓大監督就任直後の2006年春季リーグは三部優勝を果たすが、二部最下位・大正大学との入れ替え戦に敗れ三部残留。2007年春季で三部優勝し、入れ替え戦にも勝利して二部復帰を果たした。二部復帰後、拓大野球部OBで明徳義塾高校野球部監督の馬淵史郎と共に、スポーツ推薦枠の拡大や合宿所の改修など一部昇格に向けた練習環境の向上を大学側に働きかけ、順次実現させていった。さらに2011年秋季リーグ戦で2度目の二部優勝。一部最下位・中央大学との入れ替え戦に挑んだが、1勝2敗で二部残留となった。2013年春季リーグ戦で同大を再び二部優勝。入れ替え戦では、一部最下位・専修大学に2勝1敗とし、拓大野球部創部94年目で初の一部昇格を果たした。2015年春季リーグ戦で一部最下位となり、日本大学との入れ替え戦で2連敗し二部に降格した。
60代後半に差し掛かっても、試合前のシートノックのノッカーとして自らバットを握り、選手に檄を飛ばす姿が見られた。二部降格後も一部復帰を目指し引き続き指揮を執ったが、2019年秋季限りで監督を勇退。最終シーズンは二部優勝を果たし有終の美を飾ったが、駒澤大学との入れ替え戦に2連敗し、一部復帰とはならなかった。拓大監督時代には石橋良太、野村勇らを指導している。後任の監督には2015年からコーチを務めていた馬淵烈（馬淵史郎の長男）が就任した。

### 監督退任後
監督退任後は自宅のある長野県諏訪市に戻り、かつての教え子が指導者を務める長野や静岡の高校に出向き、指導を行っている。

## キャリア・経歴
- 全日本大学野球選手権大会優勝監督
- 明治神宮野球大会優勝監督
- 第19回日米大学野球選手権大会日本代表監督
- 第29回日米大学野球選手権大会日本代表監督